# وزارة علي صبري الثانية
وزارة علي صبري الثانية هي الوزارة الثالثة والثمانون في تاريخ مصر وتشكلت في 25 مارس 1964. صدر قرار تشكيل هذه الوزارة مع اعلان دستور 1964.:59:61

## أعضاء الحكومة
| الوزارة | الوزير                |
| --- | --------------------- |
| رئيس مجلس الوزراء | علي صبري              |
| نائب رئيس مجلس الوزراء والمشرف على وزارة العدل والعمل والشباب                                                                                      | نور الدين طراف        |
| نائب رئيس مجلس الوزراء للأوقاف وشئون الأزهر ووزيراً للأوقاف                                                                                         | أحمد عبده الشرباصي    |
| نائب رئيس مجلس الوزراء للشئون العلمية ويشرف على التعليم العالي والبحث العلمي                                                                       | كمال الدين رفعت       |
| نائب رئيس مجلس الوزراء للشئون الخارجية ويشرف على وزارة الخارجية ووزارة العلاقات الثقافية الخارجية                                                  | محمود فوزي            |
| نائب رئيس مجلس الوزراء للشئون الاقتصادية والمالية ووزيرا للاقتصاد والتجارة الخارجية ويشرف على الخزانة                                              | عبد المنعم القيسوني   |
| نائب رئيس مجلس الوزراء للتموين والتجارة الداخلية ووزيرا لها                                                                                        | كمال رمزي إستينو      |
| نائب رئيس مجلس الوزراء للصناعة والثروة المعدنية ووزيراً للتعدين والبترول ووزيراً للصناعات الخفيفة ويشرف على وزارتي الصناعة الثقلية والقوى الكهربائية | عزيز صدقي             |
| نائب رئيس مجلس الوزراء للمواصلات والنقل ويشرف على الوزارتين                                                                                        | مصطفى خليل            |
| نائب رئيس مجلس الوزراء للإدارة المحلية والخدمات ويشرف على التربية والتعليم والصحة والشئون الاجتماعية والإسكان والمرافق                             | عباس رضوان            |
| نائب رئيس مجلس الوزراء للثقافة والإرشاد القومي ووزيراً للإعلام ووزيراً للسياحة                                                                       | محمد عبد القادر حاتم  |
| نائب رئيس مجلس الوزراء للزراعة والري ووزيراً للإصلاح الزراعي واستصلاح الأراضي ويشرف على الري وعلى الزراعة                                           | عبد المحسن أبو النور  |
| الحربية | عبد الوهاب البشري     |
| الداخلية | عبد العظيم فهمي       |
| الخارجية | محمود رياض            |
| الخزانة | نزيه أحمد ضيف         |
| الإسكان والمرافق | محمد أبو نصير         |
| التربية والتعليم | السيد محمد يوسف       |
| التعليم العالي | عبد العزيز السيد      |
| الصحة | محمد النبوي المهندس   |
| الري | حسن زكي               |
| الشباب | محمد طلعت خيري        |
| السد العالي | محمد صدقي سليمان      |
| الشئون الاجتماعية | حكمت أبو زيد          |
| العمل | محمد عبد اللطيف سلامة |
| العلاقات الثقافية الخارجية | حسين خلاف             |
| العدل | بدوي إبراهيم حمودة    |
| الدولة والتخطيط | محمد لبيب شقير        |
| القوى الكهربائية | محمد عزت سلامة        |
| البحث العلمي | أحمد رياض تركي        |
| الصناعات الثقيلة | سمير حلمي إبراهيم     |
| المواصلات | محمود محمد رياض       |
| النقل | محمود عبد السلام      |
| الزراعة | شفيق علي الخشن        |

## تعديلات
- في 30 يونيو 1964: عين أمين حلمي كامل وزيراً للصناعات الثقيلة
- في 19 أغسطس 1964: عين محمد لبيب شقير وزيراً للاقتصاد والتجارة الخارجية
- في ديسمبر 1964: عين شعراوي جمعة وزيراً للدولة
- في 19 أغسطس 1965: استقال عزيز صدقي وأسندت مهام منصبه إلى مصطفى خليل
- تم تغيير وزارة الأشغال العامة إلى وزارة الري[4][5]